# Lu Yu'e
Lu Yu'e (em chinês:  呂 玉娥; nascida em 8 de outubro de 1960) é uma ex-ciclista olímpico chinesa. Yu'e representou o seu país durante os Jogos Olímpicos de Verão de 1984 em Los Angeles, nos Estados Unidos, onde terminou em 41º lugar na prova de estrada individual.